# 灯台守の恋
『灯台守の恋』（L’Équipier）は、2004年フランスで上映されたフランス映画。フィリップ・リオレ監督。

## キャスト
- サンドリーヌ・ボネール
- フィリップ・トレトン
- グレゴリ・デランジェール
- エミリー・ドゥケンヌ